# Kanyarwanda I Gahima I
Gahima I (també conegut com a Kanyarwanda I, Kayima I, Ghem, Khem, Kakama, Khm entre els africans de l'est) va ser Mwami o rei de Ruanda suposadament després del llarg regnat de Gihanga al voltant de les fonts del Nil. Es creu que Gahima I és el primer ancestre de Bahima i el poble batutsi, encara que algunes versions de la llegenda oral ruandesa el mostren com a patriarca ancestral general dels grups twa, hutu i tutsi que formen la societat ruandesa indígena, com es creu que és fill o net de Gihanga, un nom que significa gran cap o creador, l'avi matern de Gahima se cita oralment en la tradició ruandesa com a Rurenge. Un nom que significa "peu gran".